# Contea di Bergen
La contea di Bergen, in inglese Bergen County, è una contea del nord-est del New Jersey negli Stati Uniti. Il capoluogo è Hackensack. Fa parte dell'area metropolitana di New York. Il George Washington Bridge, che attraversa il fiume Hudson, collega la contea a Manhattan.

## Geografia fisica
A est il fiume Hudson segna il confine con le contee di Westchester, del Bronx e New York dello Stato di New York. Il territorio è prevalentemente pianeggiante, fatta eccezione per la parte nord-occidentale dove si elevano le Ramapo Mountains della catena degli Appalachi. Qui la contea raggiunge la massima elevazione di 355 metri con la Bald Mountain in prossimità del confine con lo Stato di New York. La sponda occidentale dell'Hudson è alta fin oltre i 100 metri essendo interessata dalla catena dei New Jersey Palisades. Larga parte del territorio corrisponde alla bassa valle del fiume Hackensack. L'Hackensack riceve da sinistra l'Overpeck Creek che nasce nei New Jersey Palisades. Le dighe sull'Hackensack formano i bacini artificiali di Woodcliff Lake Reservoir, Lake Tappan e Oradell Reservoir, che forniscono buona parte dell'acqua potabile della parte settentrionale del New Jersey.
La contea è la più popolata dello Stato e il fiume Hudson la separa da New York. I centri principali sono Teaneck, Hackensack, Fort Lee, Fair Lawn, Garfield, Paramus, e Englewood.

### Contee confinanti
- Contea di Rockland (New York) - nord
- Contea di Westchester (New York) - est
- Contea del Bronx (New York) - est
- Contea di New York (New York) - est
- Contea di Hudson - sud
- Contea di  Essex - sud
- Contea di Passaic - ovest

## Storia
L'area era abitata dai nativi Algonquian Lenape prima dell'arrivo dei coloni olandesi e inglesi nel XVII secolo. La contea fu formata nel 1683 ed è una delle contee originarie del New Jersey. Deve il suo nome a Bergen op Zoom nei Paesi Bassi. Durante la rivoluzione americana, la contea fu luogo di diverse battaglie.

## Monumenti e luoghi d'interesse
- Giants Stadium, stadio dei New York Giants, New York Jets e dei Red Bull New York a East Rutherford.
- Meadowlands Racetrack, ippodromo a East Rutherford.
- New Bridge Landing, luogo storico che ricorda la ritirata dell'esercito di George Washington oltre il fiume Hackensack nel novembre del 1776.

I comuni

- New Jersey Naval Museum, museo navale a Hackensack che ospita il sottomarino USS Ling.
- Ramapo Mountain State Forest, parco statale nel nord-ovest della contea.
- Palisades Interstate Park, parco statale, lungo la sponda del fiume Hudson.
- Steuben House, residenza storica a New Bridge Landing assegnata al generale Friedrich Wilhelm von Steuben in riconoscenza del suo servizio nell'esercito continentale.

## Comuni
La contea ha il maggior numero di comuni di tutte le contee degli Stati Uniti (70), di cui 56 sono borouhgs.
| - Allendale - borough - Alpine - borough - Bergenfield - borough - Bogota - borough - Carlstadt - borough - Cliffside Park - borough - Closter - borough - Cresskill - borough - Demarest - borough - Dumont - borough - East Rutherford - borough - Edgewater - borough - Elmwood Park - borough - Emerson - borough - Englewood Cliffs - borough - Englewood - city - Fair Lawn - borough - Fairview - borough - Fort Lee - borough - Franklin Lakes - borough - Garfield - city - Glen Rock - borough - Hackensack (capoluogo) - city - Harrington Park - borough | - Hasbrouck Heights - borough - Haworth - borough - Hillsdale - borough - Ho-Ho-Kus - borough - Leonia - borough - Little Ferry - borough - Lodi - borough - Lyndhurst - township - Mahwah - township - Maywood - borough - Midland Park - borough - Montvale - borough - Moonachie - borough - New Milford - borough - North Arlington - borough - Northvale - borough - Norwood - borough - Oakland - borough - Old Tappan - borough - Oradell - borough - Palisades Park - borough - Paramus - borough - Park Ridge - borough | - Ramsey - borough - Ridgefield Park - village - Ridgefield - borough - Ridgewood - village - River Edge - borough - River Vale - township - Rochelle Park - township - Rockleigh - borough - Rutherford - borough - Saddle Brook - township - Saddle River - borough - South Hackensack - township - Teaneck - township - Tenafly - borough - Teterboro - borough - Upper Saddle River - borough - Waldwick - borough - Wallington - borough - Washington Township - township - Westwood - borough - Woodcliff Lake - borough - Wood-Ridge - borough - Wyckoff - township |